# Onitis mniszechi
Onitis mniszechi är en skalbaggsart som beskrevs av Lansberge 1875. Onitis mniszechi ingår i släktet Onitis och familjen bladhorningar. Inga underarter finns listade i Catalogue of Life.